# Echinopodium pilosum
Echinopodium pilosum är en tvåvingeart som beskrevs av Duret 1976. Echinopodium pilosum ingår i släktet Echinopodium och familjen svampmyggor. Inga underarter finns listade i Catalogue of Life.